# 불긍거관음
불긍거관음(不肯去觀音, Avalokitesvara)은 중국에서 제작된 장 신 감독의 2013년 드라마 영화이다. 섭원 등이 주연으로 출연하였다.

## 출연

### 주연
- 섭원
- 스친가오와
- 나카이즈미 히데오